# حكومة جعفر حسان
حكومة جعفر حسان (18 سبتمبر 2024 -) هي الحكومة الثالثة بعد المائة منذ إعلان إمارة شرق الأردن عام 1921م، العشرون في عهد الملك عبد الله الثاني بن الحسين، أدّت الحكومة اليمين الدستورية في 18 سبتمبر/أيلول 2024م الموافق 15 ربيع الأول 1446 هـ.
كُلف الاقتصادي والسياسي الأردني جعفر حسان بتشكيل الحكومة الجديدة في 15 سبتمبر 2024 وذلك بعد قبول استقالة حكومة بشر الخصاونة في نفس اليوم، وجاء تشكيل الحكومة الجديدة عقب إجراء الانتخابات النيابية الأردنية لعام 2024 في 10 سبتمبر 2024.
وفي أبريل 2025، بعد 200 يوم على تشكيل حكومة جعفر حسان، حازت الحكومة على ثقة 74% من المواطنين، وهذه أعلى نسبة تحصل عليها الحكومة في الأردن منذ 2011.

## التشكيل الحكومي
| المنصب                              | شاغل المنصب         | تولى المنصب                         | غادر المنصب |
| ----------------------------------- | ------------------- | ----------------------------------- | ----------- |
| رئيس الوزراء وزارة الدفاع           | جعفر حسان           | 18 سبتمبر 2024 15 ربيع الأول 1446هـ |             |
| نائب رئيس الوزراء                   | أيمن الصفدي         | 12 أكتوبر 2020                      |             |
| الخارجية وشؤون المغتربين            | أيمن الصفدي         | 15 يناير 2017                       |             |
| الإدارة المحلية                     | وليد المصري         | 18 سبتمبر 2024                      |             |
| الداخلية                            | مازن الفراية        | 7 مارس 2021                         |             |
| الأوقاف والشؤون والمقدسات الإسلامية | محمد الخلايلة       | 7 نوفمبر 2019                       |             |
| العدل                               | بسام التلهوني       | 18 سبتمبر 2024                      |             |
| المالية                             | عبد الحكيم الشبلي   | 18 سبتمبر 2024                      |             |
| التربية والتعليم                    | عزمي محافظة         | 27 أكتوبر 2022                      |             |
| التعليم العالي والبحث العلمي        | عزمي محافظة         | 27 أكتوبر 2022                      |             |
| الصحة                               | فراس الهواري        | 29 مارس 2021                        |             |
| الاتصال الحكومي                     | محمد المومني        | 18 سبتمبر 2024                      |             |
| الاقتصاد الرقمي والريادة            | سامي سميرات         | 18 سبتمبر 2024                      |             |
| الاستثمار                           | مثنى غرايبة         | 18 سبتمبر 2024                      |             |
| التخطيط والتعاون الدولي             | زينة طوقان          | 27 أكتوبر 2022                      |             |
| الشؤون السياسية والبرلمانية         | عبد المنعم العودات  | 18 سبتمبر 2024                      |             |
| الزراعة                             | خالد الحنيفات       | 7 مارس 2021                         |             |
| المياه والري                        | رائد أبو السعود     | 26 سبتمبر 2023                      |             |
| الأشغال العامة والإسكان             | أحمد ماهر أبو السمن | 27 أكتوبر 2022                      |             |
| النقل                               | وسام التهتموني      | 26 سبتمبر 2023                      |             |
| الطاقة والثروة المعدنية             | صالح الخرابشة       | 11 أكتوبر 2021                      |             |
| الصناعة والتجارة والتموين           | يعرب القضاة         | 18 سبتمبر 2024                      |             |
| العمل                               | خالد البكار         | 18 سبتمبر 2024                      |             |
| التنمية الاجتماعية                  | وفاء بني مصطفى      | 27 أكتوبر 2022                      |             |
| الشباب                              | يزن الشديفات        | 18 سبتمبر 2024                      |             |
| البيئة                              | معاوية الردايدة     | 11 أكتوبر 2021                      |             |
| السياحة والآثار                     | لينا عناب           | 18 سبتمبر 2024                      |             |
| الثقافة                             | مصطفى الرواشدة      | 18 سبتمبر 2024                      |             |
| وزارة دولة للشؤون الاقتصادية        | مهند شحادة          | 18 سبتمبر 2024                      |             |
| وزارة دولة لتطوير القطاع العام      | خير أبو صعيليك      | 18 سبتمبر 2024                      |             |
| وزارة دولة لشؤون رئاسة الوزراء      | عبد الله العدوان    | 18 سبتمبر 2024                      |             |
| وزارة دولة للشؤون الخارجية          | نانسي نمروقة        | 18 سبتمبر 2024                      |             |
| وزارة دولة                          | أحمد العويدي        | 18 سبتمبر 2024                      |             |

## التعديلات الحكومية

### التعديل الاول
صدرت الإرادة الملكية السامية، اليوم الأربعاء، بالموافقة على إجراء التعديل الأول على حكومة الدكتور جعفر حسان يوم الأربعاء 6 اغسطس 2025، الذي شهد دخول ثمانية وزراء جدد لأول مرة إلى الفريق الحكومي، ومغادرة تسعة من الوزراء السابقين
| الاسم                                    | المنصب                         |
| ---------------------------------------- | ------------------------------ |
| الدكتور نضال مرضي عبدالله القطامين       | وزارة النقل                    |
| المهندسة بدرية المعتز عبدالكريم البلبيسي | وزارة دولة لتطوير القطاع العام |
| السيد عبداللطيف أحمد سليمان النجداوي     | وزارة دولة لشؤون رئاسة الوزراء |
| الدكتور رائد سامي عفاش العدوان           | وزارة الشباب                   |
| الدكتور إبراهيم محفوظ عطالله البدور      | وزارة الصحة                    |
| الدكتور صائب عبدالحليم مفلح الخريسات     | وزارة الزراعة                  |
| الدكتور عماد نعيم سليم الحجازين          | وزارة السياحة والآثار          |
| الدكتور طارق علي إبراهيم أبو غزالة       | وزارة الاستثمار                |
| الدكتور أيمن عبدالله أحمد سليمان         | وزارة البيئة                   |

شمل التعديل مغادرة كل من وزير الاستثمار مثنى الغرايبة، ووزير الزراعة خالد الحنيفات، ووزير الصحة فراس الهواري، ووزير دولة أحمد علي العويدي. وخروج كل من وزيرة النقل وسام التهتموني، ووزير البيئة معاوية الردايدة، ووزيرة السياحة لينا عنّاب، ووزير دولة لتطوير القطاع العام خير الله أبو صعيليك، ووزير دولة لشؤون رئاسة الوزراء عبدالله نوفان العدوان، ووزير الشباب يزن الشديفات.

## وصلات خارجية
| سبقه حكومة بشر الخصاونة | حكومة المملكة الأردنية الهاشمية 18 سبتمبر 2024 | تبعه |